# Giovanni González
Giovanni Alessandro González Apud (Montevideo, 20 september 1994) is een Uruguayaans voetballer die doorgaans als verdediger speelt. Hij verruilde River Plate in januari 2018 voor Peñarol. González debuteerde in 2019 in het Uruguayaans voetbalelftal.

## Carrière
González stroomde door vanuit de jeugd van River Plate. Hiervoor debuteerde hij op 13 september 2014 in het eerste elftal tijdens een met 2–0 verloren wedstrijd in de Primera División, uit bij Rentistas. Hij groeide in het volgende seizoen uit tot basisspeler. González speelde in vier jaar meer dan zestig competitiewedstrijden voor River Plate. Hij debuteerde hiermee in 2016 ook in de Copa Libertadores, de eerste deelname in de clubgeschiedenis. González wekte intussen de aandacht van de Uruguayaanse recordkampioen Peñarol. Dat lijfde hem in januari 2018 in.

## Clubstatistieken
| Seizoen     | Club        | Competitie       | Competitie | Competitie | Beker | Beker | Internationaal | Internationaal | Totaal | Totaal |
| Seizoen     | Club        | Competitie       | Wed.       | Dlp.       | Wed.  | Dlp.  | Wed.           | Dlp.           | Wed.   | Dlp.   |
| ----------- | ----------- | ---------------- | ---------- | ---------- | ----- | ----- | -------------- | -------------- | ------ | ------ |
| 2014/15     | River Plate | Primera División | 3          | 0          | 0     | 0     | 0              | 0              | 3      | 0      |
| 2015/16     | River Plate | Primera División | 14         | 0          | 0     | 0     | –              | –              | 14     | 0      |
| 2016        | River Plate | Primera División | 13         | 0          | 0     | 0     | 6              | 0              | 19     | 0      |
| 2017        | River Plate | Primera División | 36         | 3          | 0     | 0     | –              | –              | 36     | 3      |
| Club totaal | Club totaal | Club totaal      | 66         | 3          | 0     | 0     | 6              | 0              | 72     | 3      |
| 2018        | Peñarol     | Primera División | 19         | 2          | 0     | 0     | 6              | 0              | 25     | 2      |
| 2019        | Peñarol     | Primera División | 14         | 0          | 0     | 0     | 6              | 0              | 20     | 0      |
| Club totaal | Club totaal | Club totaal      | 33         | 2          | 0     | 0     | 12             | 0              | 45     | 2      |

Bijgewerkt t/m 6 juni 2019

## Interlandcarrière
González debuteerde op 22 maart 2019 in het Uruguayaans voetbalelftal, tijdens een met 3–0 gewonnen oefeninterland tegen Oezbekistan. Hij viel toen in de 61e minuut in voor Diego Laxalt. Drie dagen later kreeg hij zijn eerste basisplaats in het nationale elftal, in een met 0–4 gewonnen oefeninterland tegen Thailand. Beide wedstrijden vonden plaats in China in het kader van de China Cup.

## Erelijst
| Kampioen Primera División | 1x | 2018 |
| Supercopa Uruguaya        | 1x | 2018 |